# أرطاة صفراء
أرطاة صفراء أو ياسمين أصفر (الاسم العلميGelsemium sempervirens)، نبات متسلق من فصيلة اللوغاليات ورتبة جنطيانيات، ينبت بكثرة
في الولايات المتحدة وفيرجينيا وفلوريدا والمكسيك، أدخل إلى أوروبا في أواسط القرن التاسع عشر. أزهاره أنفية، صفراء اللون الذهبي،
برائحة الياسمين. تزرع للزينة.

## الاستخدامات
جذر الأرطاة أدخل إلى الفارماكوبيا (دستور أدوية) عام 1975. في الجذر حامض مُتبلر وهامِد، محاليله القلوية مُستشْععة جداً، دعي حامض جلسميك،
وهو الذي وجد في الجلًاب والبلَّادون وباذنجانيات مُختلفة. من الجذر قلويد دُعي جلسمين وهو الجزء الفعال في النبتة. ويتحتوي
الجذر على عِدة قلويدات عديدة أخرى، وعلى زيت طيار، مادة ملونة.
إن الأرطاة تُحدث شلل الحركات الإرادية والحركات الانعكاسية. جرعة قوية تؤدي إلى الموت بشل العصب المبهم..